# Euphrasia christii
Euphrasia christii är en snyltrotsväxtart som beskrevs av Louis Favrat. Euphrasia christii ingår i släktet ögontröster, och familjen snyltrotsväxter. Inga underarter finns listade i Catalogue of Life.